# Elección del liderazgo del Partido Conservador de octubre de 2022
Las elecciones de liderazgo del Partido Conservador de octubre de 2022 determinaron al sucesor de Liz Truss como líder del Partido Conservador del Reino Unido y como primer ministro del país.

## Contexto

### Brexit y la elección de liderazgo de 2019
Después de que el Partido Conservador obtuviera la mayoría de los escaños en las elecciones generales de 2015, el primer ministro David Cameron convocó un referéndum sobre si el Reino Unido debería permanecer en la Unión Europea. Hizo campaña para que el Reino Unido permaneciera en la UE, pero en el referéndum de junio de 2016, la mayoría de los votantes votaron a favor de irse. Renunció como primer ministro y fue sucedido por Theresa May. Con la esperanza de aprobar más fácilmente sus propuestas para esa salida, May convocó las elecciones generales de 2017, en las que su partido perdió la mayoría. Después de no aprobar sus propuestas, renunció en 2019. Boris Johnson, quien se había desempeñado como alcalde de Londres y como secretario de relaciones exteriores, ganó la elección de liderazgo. Después de quitar el látigo del partido a los parlamentarios conservadores que se oponían a sus planes, Johnson convocó las elecciones generales de 2019, en las que los conservadores obtuvieron la gran mayoría de los escaños. Johnson luego aprobó una versión modificada de las propuestas de May.

### COVID-19 y escándalos políticos
Menos de dos meses después de las elecciones generales de 2019, los casos de COVID-19 se habían extendido al Reino Unido. El Reino Unido anunció medidas para reducir la propagación, incluidos múltiples bloqueos impuestos por la ley. A partir de diciembre de 2021, los medios informaron que hubo reuniones sociales del Partido Conservador y personal del gobierno del Reino Unido que contravinieron las restricciones de salud pública. Johnson estuvo implicado personalmente, y él, su esposa Carrie Johnson y el canciller de la Hacienda, Rishi Sunak, recibieron avisos de multas fijas por parte de la policía. Varios parlamentarios conservadores pidieron la renuncia de Johnson, y uno, Christian Wakeford, desertó al Partido Laborista.

### Elección de liderazgo de septiembre
Once candidatos se presentaron para la elección de liderazgo, y ocho recibieron suficientes nominaciones de parlamentarios conservadores: Kemi Badenoch, Suella Braverman, Jeremy Hunt, Penny Mordaunt, Rishi Sunak, Liz Truss, Tom Tugendhat y Nadhim Zahawi. Después de cinco rondas de votación, los parlamentarios seleccionaron a Sunak y Truss para que fueran presentados como candidatos para que votaran los miembros del partido. Truss fue elegida y recibió el 57,4% de los votos.

### Crisis de gobierno y dimisión
Truss nombró a Kwasi Kwarteng como ministro de Hacienda. En septiembre de 2022, anunció un "minipresupuesto" que redujo los impuestos y aumentó el gasto. Fue seguido por una fuerte caída en el valor de la libra y fue ampliamente criticado. Truss y Kwarteng defendieron el presupuesto durante más de una semana antes de comenzar a anunciar revocaciones de las medidas más controvertidas: la abolición de la tasa del impuesto sobre la renta del 45% para los que más ganan y la cancelación de un aumento previsto en el impuesto de sociedades. Truss reemplazó a Kwarteng con Jeremy Hunt el 14 de octubre. El 19 de octubre, Suella Braverman renunció como ministra del Interior. Hubo denuncias de acoso, intimidación física y presión electoral sobre una moción laborista para prohibir el fracking votada esa noche. El 20 de octubre, Truss se reunió con Graham Brady, presidente del Comité de 1922, antes de anunciar su renuncia.

## Detalles de la elección
En su declaración de renuncia del 20 de octubre, Liz Truss afirmó que la elección se completaría "dentro de la próxima semana". Graham Brady, presidente del Comité de 1922, estableció un proceso acelerado. Las nominaciones se cerrarán a las 2 p. m. del 24 de octubre de 2022 y los candidatos deberán obtener nominaciones de al menos 100 diputados antes de la fecha límite de nominación. Se llevaría a cabo una votación en línea de los miembros del Partido Conservador en caso de que dos o más candidatos cumplan con los criterios de nominación.

## Candidatos

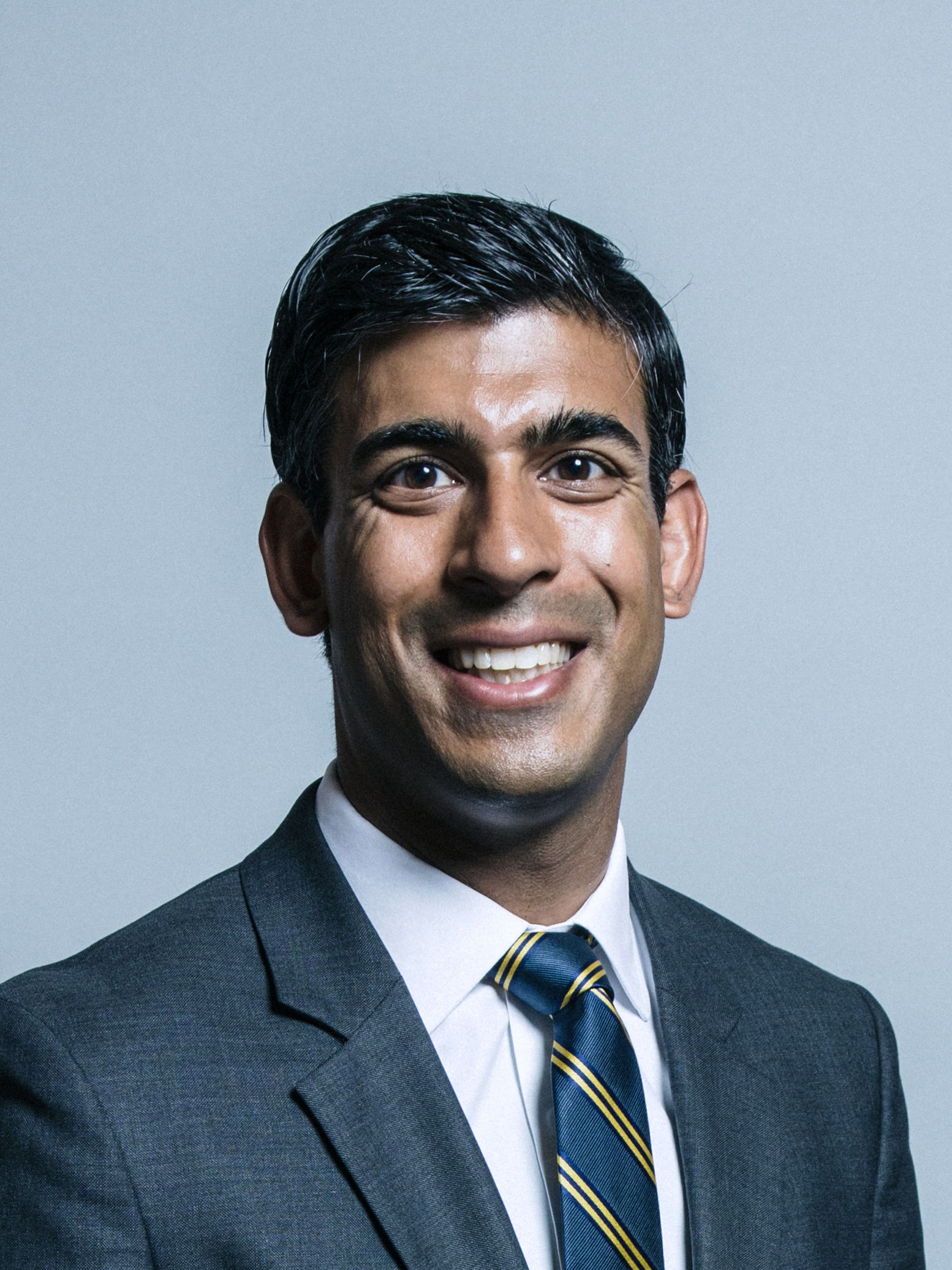
Rishi Sunak MP por Richmond (Yorks)

### Candidatos retirados

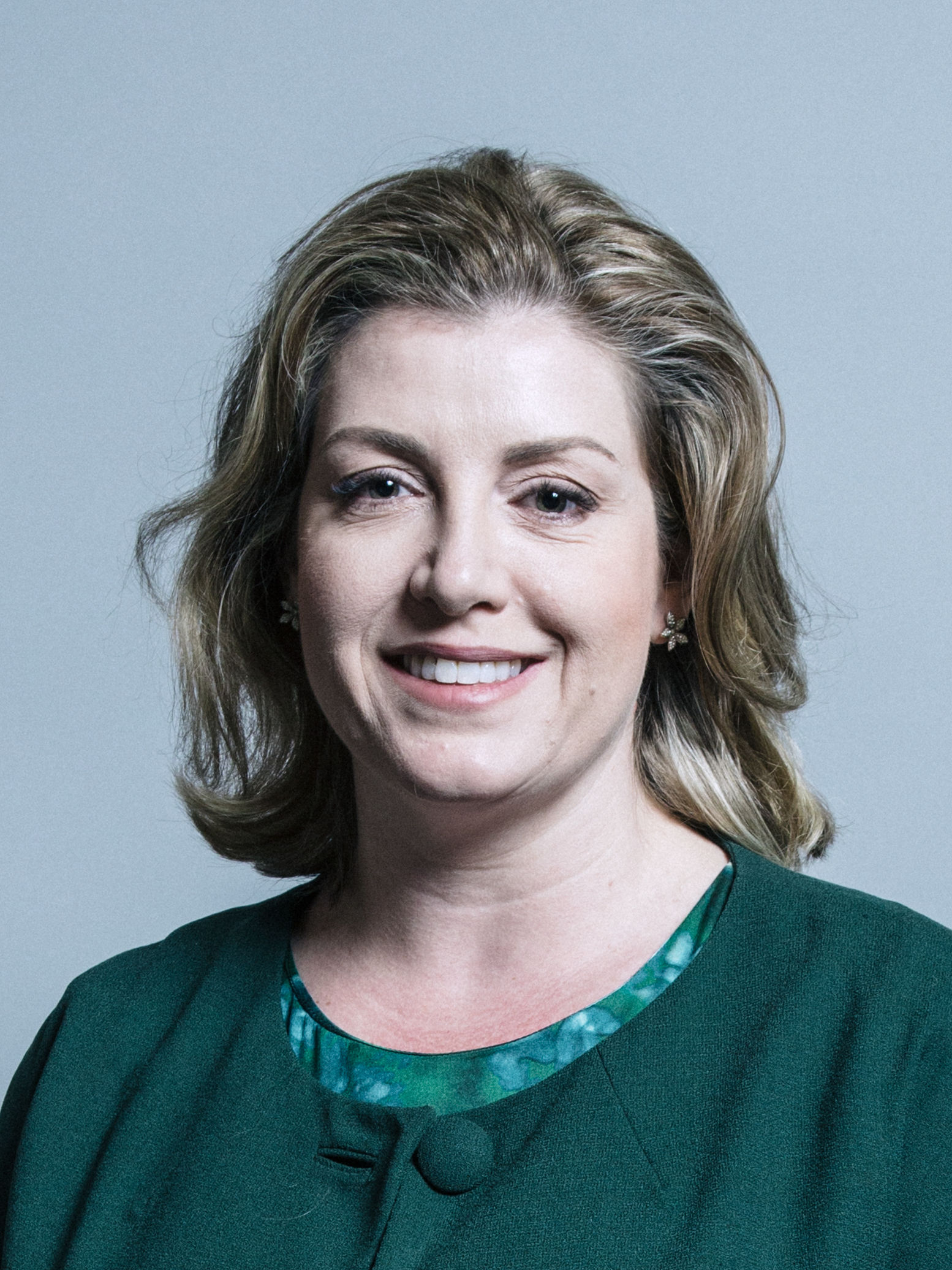
Penny Mordaunt MP por Portsmouth North

### Candidatura explorada

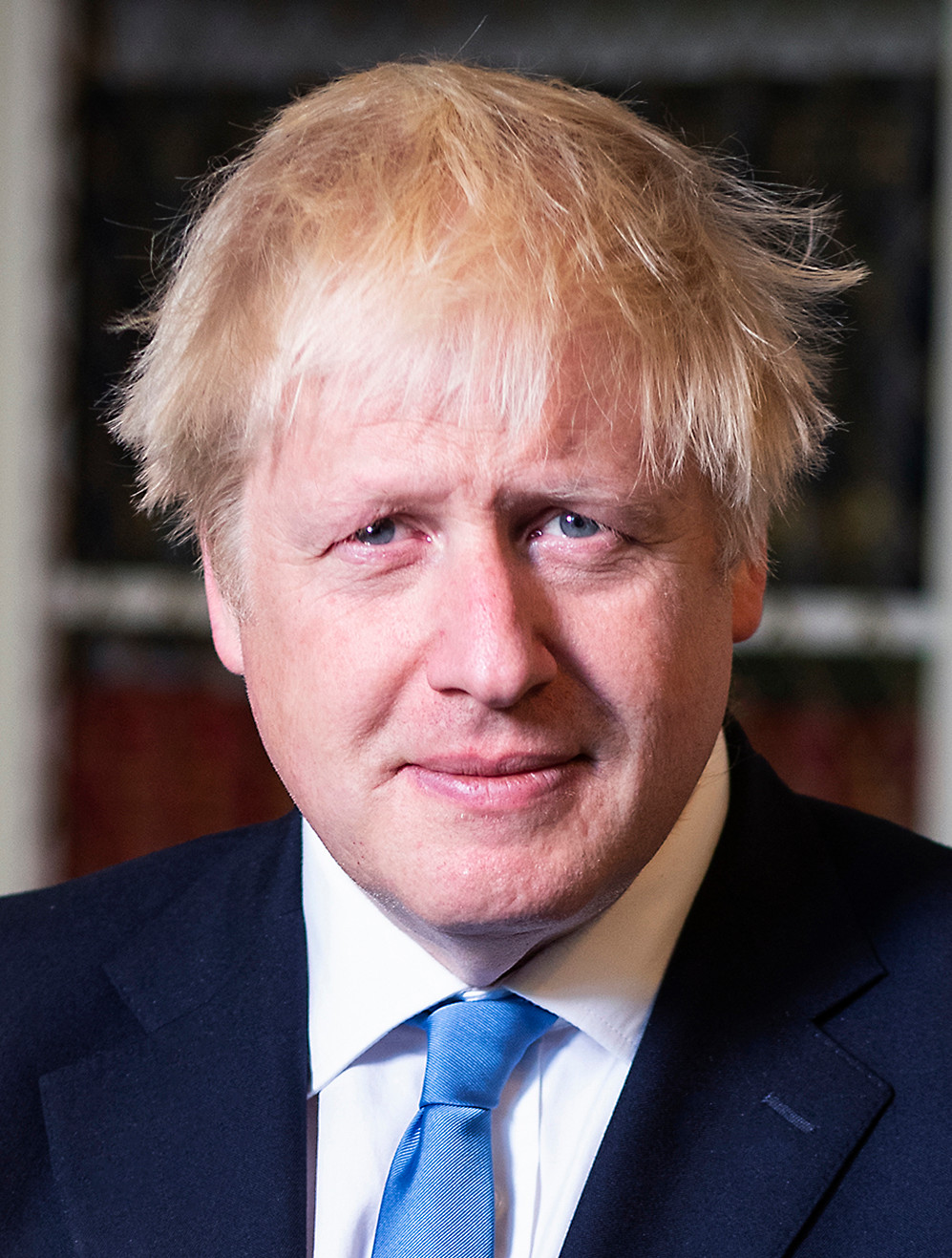
Boris Johnson MP por Uxbridge and South Ruislip

## Apoyos
Los candidatos deben obtener nominaciones de al menos 100 diputados antes de la fecha límite de nominación, es decir, el 24 de octubre de 2022. Con 357 diputados conservadores actuales, esto significa que puede haber, como máximo, tres candidatos.
| Candidato    | Candidato      | Apoyos parlamentarios |
| ------------ | -------------- | --------------------- |
|              | Rishi Sunak    | 197/357               |
|              | Boris Johnson  | 62/357                |
|              | Penny Mordaunt | 27/357                |
| Sin respaldo | Sin respaldo   | 71/357                |

Fuentes: Sky News, The Telegraph, The Guardian